# Elisabetta Dejana
Elisabetta Dejana (* 21. November 1951 in Bologna) ist eine italienische Biologin. Sie ist bekannt für ihre Arbeiten zur Funktion von Gefäßen, insbesondere zur Angiogenese im Gehirn. Ihre Forschungen haben Bedeutung für die Therapie von Hirntumoren und von Kavernomen.

## Leben und Wirken
Dejana erwarb an der Universität Bologna einen Doktor in Biologie. Als Postdoktorandin arbeitete sie bei Fraser Mustard an der McMaster University in Kanada. Dejanas weitere, sich zum Teil zeitlich überlappenden, akademischen Stationen führten sie nach Frankreich, Italien und Schweden: 1979–2003 Mario Negri Institute for Pharmacological Research in Mailand, 1990/1991 Universität Turin, 1992–1995 INSERM in Grenoble, 1993–1996 Universitäten Paris V, VI, VII und XI, 1993–1996 Universität Joseph Fourier Grenoble I, 1997 Universität Stockholm, seit 2000 FIRC Institute of Molecular Oncology in Mailand, seit 2002 Universität Mailand, seit 2015 Universität Uppsala.
Dejana und Mitarbeiter befassen sich mit Adherens Junctions. So entdeckten sie das VE-Cadherin, das erste Gewebe-spezifische Cadherin, und erforschten seine Interaktionen mit β-Catenin. Jüngere Arbeiten befassen sich mit der Angiogenese, mit der Blut-Hirn-Schranke und mit kavernösen Malformationen
Laut Google Scholar hat Dejana einen h-Index von 134, laut Datenbank Scopus einen von 116 (jeweils Stand April 2023).
Elisabetta Dejana ist geschieden; sie hat keine Kinder.

## Auszeichnungen (Auswahl)
- 2002 Offizier des Verdienstordens der Italienischen Republik
- 2002 Mitglied der European Molecular Biology Organization[3]
- 2009 Mitglied der Academia Europaea[4]
- 2010 Ehrendoktor der Universität Helsinki
- 2014 Antonio-Feltrinelli-Preis[5]
- 2014 Ehrendoktor der Johann Wolfgang Goethe-Universität Frankfurt am Main
- 2018 Prix International de l’INSERM[6]